# جون ستيوارت سكينر
جون ستيوارت سكينر (بالإنجليزية: John Stuart Skinner)‏ هو محامي أمريكي، ولد في 22 فبراير 1788 في مقاطعة كارول في الولايات المتحدة، وتوفي في 21 مارس 1851 في بالتيمور في الولايات المتحدة.